# Řád klarisek-kapucínek
Řád klarisek-kapucínek (zkratka OSCCap/OSClCap, lat. Ordo Santae Clarae Capuccinarum) je římskokatolický ženský řád, jedna z větví řádu františkánů a řádu klarisek. Jeptišky žijí podle regulí sv. Kláry a mají stejný řádový oděv jako řád kapucínů. Žijí v přísné klauzuře a kontemplaci v naprostém mlčení a osobní chudobě.

## Historie
V 16. století se oddělil kapucínský řád od františkánského. V této době došlo k reformnímu hnutí též u řádu klarisek. V roce 1538 založila Neapoli bl. Maria Lorenza Longo (1463–1542) reformní klášter, který se řídil původní regulí sv. Kláry a regulí jako řád kapucínů. Během následujících dvou století se klarisky-kapucínky rozšířily i do dalších zemí. Ve Francii založily svůj první klášter v Paříži roku 1603 (který dal název Boulevardu des Capucines) a druhý roku 1626 v Marseille.
V roce 1860 se od řádu oddělila další větev – Řád klarisek-kapucínek věčného Zbožňování.